# Stuga

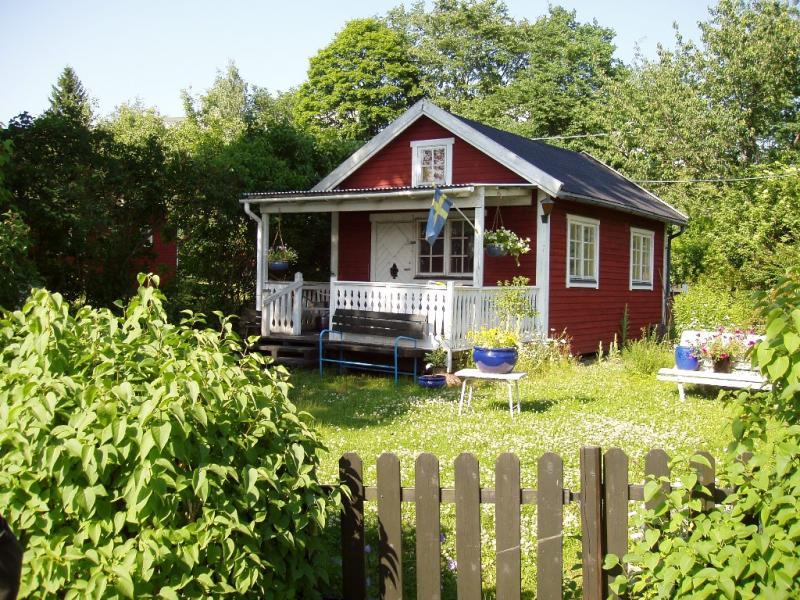
Stuga

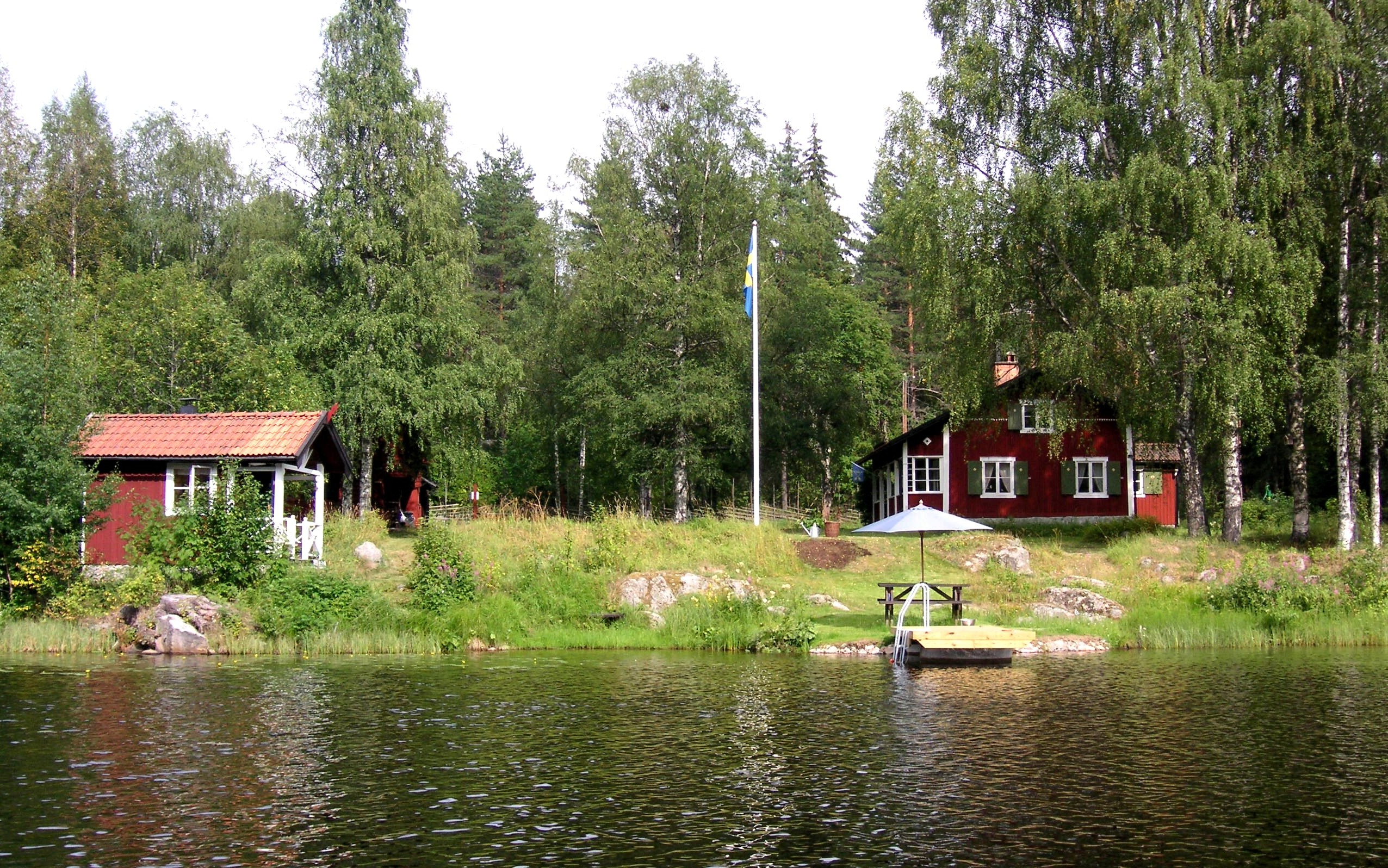
Stuga

Een stuga is een Zweeds type (gezins)woning die doorgaans bestaat uit een of enkele ruimtes. De oudste en eenvoudigste vorm van een stuga telt slechts een (slaap)kamer, met een opening in het dak voor de rook van de open haard en voor het binnenlaten van daglicht. Het woord stuga wordt geassocieerd met een vakantiehuisje op het platteland of in een volkstuintje. 
De droom om als tweede huis een eigen stuga te hebben, het "kleine rode huisje aan het meer", zit bij de Zweden diep geworteld. Toeristen zijn vaak verrast door de eenvoudige levensstijl van het verder zo technologisch vooraanstaand land. Maar in een stuga moet alles vooropgesteld eenvoudig zijn. Het fornuis is houtgestookt, water komt uit een bron of waterput, en het toilet bevindt zich in een bijgebouw achter het huis. Dat men het ook wel een "zomerstuga" (sommarstuga) noemt, wil niet zeggen dat de stuga alleen in de zomer bewoond wordt. Het hoogseizoen valt weliswaar tussen Pasen en eind september, maar vele stuga's worden door het hele jaar heen gebruikt. 
De standaard Zweedse stuga is een eenvoudig houten huis, geverfd in de kleur falurood. Het bestaat uit 1 tot 3 kleine slaapkamers en een badkamer. In de keuken annex woonkamer bevindt zich doorgaans een open haard. Verschillende stuga's zijn uitgebreid met een soort serre (half-verwarmde kamers met glazen wanden en een dun dak) en grote houten terrassen. 
Ten gevolge van de "friggebod"-hervorming, een versoepeling van de wet op het aanvragen van een vergunning voor het bouwen van een woning, bouwden eigenaars van stuga's meerdere vakantiehuisjes op hun terrein. Veel van de stuga's bestaan al sinds generaties. Vaak waren het aanvankelijk eenvoudige boerderijen of landhuizen. Aangezien de industrialisatie van Zweden pas relatief laat op gang kwam, waren veel van deze huisjes nog tot in de jaren 1940-1950 in gebruik. Vervolgens werden ze, toen de laatste permanente bewoners overleden of wegtrokken, omgezet in vakantiehuizen. 
Met de industrialisatie ontstond bij de stedelingen behoefte aan meer activiteiten in de buitenlucht. Begin 20e eeuw leidde dit tot het ontstaan van de zogenaamde "sportstuga's". Deze stuga's lagen als kleine nederzettingen bij elkaar in de buurt van de steden, vooral rond Stockholm en Göteborg, en waren vaak opgezet in samenwerking met sportverenigingen. Men kon hier het hele jaar door sport bedrijven. Veel van deze nederzettingen zijn het hele jaar door bewoond, dankzij hun inmiddels meer centrale locatie. 